# Leonardo Nascimento Lopes de Souza
Leonardo Nascimento Lopes de Souza (født 28. maj 1997) er en brasiliansk fodboldspiller, som spiller for den japanske fodboldklub Albirex Niigata.